# 伊藤寧々
伊藤 寧々（いとう ねね、1995年〈平成7年〉12月12日 - ）は、日本の元グラビアアイドル、元女優、元チアリーダー。女性アイドルグループ乃木坂46の元メンバーとしても活動した。岐阜県岐阜市出身。

## 来歴
2008年（平成20年）7月、FC岐阜のチアリーダー「GREEN ANGELS」に加入。
2011年（平成23年）8月21日、乃木坂46の1期生オーディションに合格、オーディションではaikoの「ボーイフレンド」を歌った。オーディションは知人の勧めで受験し、合格後は上京した。アイドルを目指した理由は、歌って踊りたかったからである。同年11月14日、乃木坂46公式ブログを開始。
2012年（平成24年）2月22日、乃木坂46の1stシングル「ぐるぐるカーテン」のカップリング曲「左胸の勇気」「会いたかったかもしれない」でCDデビュー。同年8月22日、乃木坂46の3rdシングル「走れ!Bicycle」のカップリング曲「涙がまだ悲しみだった頃」で初のセンターを務めた。
2013年（平成25年）1月6日、乃木坂46の5thシングル「君の名は希望」で初の選抜メンバーに選ばれた。同年4月7日、『BAD BOYS J』（日本テレビ）でテレビドラマに初レギュラー出演、ナイツレディースの佐久間美奈役を演じた。同年7月20日、女性ファッション雑誌『mina』（夕星社）で「乃木坂46のキレイ道」の連載を開始。
2014年（平成26年）3月、岐阜県の狂犬病予防接種ポスターのモデルに起用された。同年3月1日、映画『杉沢村伝説 劇場版』で初の主演を務めることを発表。その後、同年6月22日に完成披露試写会が開かれ、6月28日から劇場公開。同年9月12日、乃木坂46を卒業する予定を発表。卒業する理由として、自身の夢だった芸能界の仕事がかなったこと、次の目標が見つかったことの2点を挙げた。同年10月19日、六本木ブルーシアターで開催された『アンダーライブ2ndシーズン』をもって乃木坂46を卒業。『アンダーライブ2ndシーズン』では伊藤万理華によって「ねねころを送る会」が開かれ、伊藤寧々と伊藤万理華の非公式ユニット「伊藤ちゃんず」による「孤独兄弟」が披露された。乃木坂46のメンバーで卒業記念公演が開催されたのは、グループ創設以来初めての出来事だった。同年10月31日、乃木坂46公式サイト内の公式ブログが閉鎖された。
2015年（平成27年）5月10日、Twitterを開設。同年6月23日、FC岐阜の応援マネージャーに就任し、同年6月28日のザスパクサツ群馬戦で就任スピーチを行った。
2016年（平成28年）1月20日、エイジアプロモーションへ移籍したことを報告。同年5月、舞台『読モの掟! 2016』に出演。
2017年（平成29年）8月25日、グラビアアイドルに転向し、リバプールから1stグラビアイメージビデオ『はにかむ』をリリース。
2018年（平成30年）1月26日、リバプールから2ndグラビアイメージビデオ『ことのは』をリリース。
2020年（令和2年）7月1日、YouTubeチャンネル『伊藤寧々official ねねころちゃんねる』を開設。初回のアップロード動画でワタナベエンターテインメント所属にしたことを報告。
2022年（令和4年）2月22日、noteを始める。note「君の名は希望」が生んでくれたものがnote注目記事で紹介される。
2024年（令和6年）3月3日、同年3月末をもってワタナベエンターテイメントを退所し、芸能界を引退することを発表した。

## 人物
愛称は、ねね、ねねころ、おねね。
声は静かな低音で、温厚な性格と評されている。父の生き方に影響を受けていると自認している部分がある。
乃木坂46のメンバーで最も身長が低いとされたが、実際は148.8cmと2番目に低かった。靴のサイズは21.5cm。
実家は動物病院を経営し、犬4匹、猫4匹、セキセイインコ3羽を飼育している。飼い犬のルッピー（2014年10月3日に8才で永眠）は、ねねころ部の副部長を務める。爬虫類や昆虫が苦手。
高校では生駒里奈と同じクラスだった。先生の推薦によりクラス総代として卒業証書を授与されている、橋本愛は同じ高校の友人。
北欧に憧れを抱き、いつかフィンランドへ旅行に訪れたいと思っている。
FC岐阜の応援マネージャーとして、ホーム戦では不定期ながらDJアシスタントを務め、イベントにも参加した。芸能界引退に伴い、2024年3月末をもって卒業。
自身のグラビア活動について、モデルプレスの取材に「オファーが来たときは需要があるかな」と不安を抱いたが「グラビアファンにも伊藤寧々の名前を知ってもらえるためにやっていきたい」と語っている。

### 嗜好
好きな食べ物はとんかつ、チーズ、パン。好きなお菓子はポテトチップス、チョコレート。ドラマ『獣になれない私たち』を観てクラフトビールに興味を持った。嫌いな食べ物は椎茸、パクチー、貝類。
茶色い紙袋の香りを好む。好きな季節は冬。
好きな本は有川浩の『植物図鑑』、岩井勇気の『僕の人生には事件が起きない』。
好きなタレント・アーティストはベッキー、満島ひかり、青山テルマ、佐藤栞里、星野源、milet、Superfly、中島美嘉、UVERworld。好きなお笑い芸人はハライチ、千鳥、中川家。
好きなテレビ番組は『しゃべくり007』『1億人の大質問!?笑ってコラえて!』『はじめてのおつかい』。
好きなスポーツはサッカー、バスケットボール。
ホラー映画が苦手。能條愛未が主演を務めた『死の実況中継』を観るまで、邦画のホラー映画は未観賞だった。

### 趣味
趣味は音楽鑑賞、読書、スポーツジムに通うこと。

### 特技
特技はY字バランス、泣き芸、バク転、料理、フィギュアスケート、どや顔。
Y字バランスは、小学校4年生まで器械体操の経験があり、『関ジャニの仕分け∞』（テレビ朝日）における「Y字バランス対決仕分け」のコーナーで披露した。また、『MUSIC JAPAN』（NHK総合テレビ）における「制服のマネキン」（乃木坂46の4thシングル）歌唱時に得意のロンダートを披露している。フィギュアスケートは、小学5年生から中学2年生まで習っていた。
パーソナルカラリスト検定、語彙・読解力検定準2級、不登校訪問専門員の資格を保有。

### 乃木坂46
乃木坂46の検定八福神。
乃木坂46では、伊藤寧々と伊藤万理華の2名で「伊藤ちゃんず」という非公式ユニットを組んでいた。
自身がセンターを務めた楽曲『涙がまだ悲しみだった頃』のMVにて、最後に齋藤飛鳥へ自転車で手紙を届ける役柄だったが、足がペダルに届かなかったためメンバーの川後陽菜と急遽配役を変更している。

## 作品

### シングル
乃木坂46
- 左胸の勇気（2012年2月22日、SRCL-7900/6） - EAN 4988009051550。
- 乃木坂の詩（2012年2月22日、SRCL-7900/1） - EAN 4988009051550。
- 会いたかったかもしれない（2012年2月22日、SRCL-7902/3） - EAN 4988009051567。
- 狼に口笛を（2012年5月2日、SRCL-7970/1） - EAN 4988009052267。
- 涙がまだ悲しみだった頃（2012年8月22日、SRCL-8058/9） - EAN 4988009052861。
- 音が出ないギター（2012年8月22日、SRCL-8062） - EAN 4988009052908。
- 春のメロディー（2012年12月19日、SRCL-8205/6） - EAN 4988009056456。
- 君の名は希望（2013年3月13日、SRCL-8253/9） - EAN 4988009080833。
- シャキイズム（2013年3月13日、SRCL-8253/9） - EAN 4988009080833。
- ロマンティックいか焼き（2013年3月13日、SRCL-8253/4） - EAN 4988009080833。
- サイコキネシスの可能性（2013年3月13日、SRCL-8259） - EAN 4988009080864。
- 扇風機（2013年7月3日、SRCL-8317/8） - EAN 4988009084732。
- 人間という楽器（2013年7月3日、SRCL-832） - EAN 4988009084756。
- 初恋の人を今でも（2013年11月27日、SRCL-8427/8） - EAN 4988009087900。
- 生まれたままで（2014年4月2日、SRCL-8524/5） - EAN 4988009092300。
- ここにいる理由（2014年7月9日、SRCL-8567/8） - EAN 4988009094236。

### アルバム
乃木坂46
- 透明な色（2015年1月7日、SRCL-8662/7） - EAN 4988009099934。
- 僕だけの君〜Under Super Best〜（2018年1月10日、SRCL-9630/7） - EAN 4547366336214。
- Time flies（2021年12月15日、SRCL-12020/30） - EAN 4547366534184。

### 映像作品
- 伊藤寧々×カツヲ（2012年2月22日） - EAN 4988009051550。
- 伊藤寧々×デハラユキノリ（2012年5月2日） - EAN 4988009052267。
- さばドル（2012年7月25日） - EAN 4534530055859。
- 伊藤寧々×佐藤有一郎（2012年8月22日） - EAN 4988009052861。
- 伊藤寧々（2012年12月19日） - EAN 4988009056432。
- 伊藤寧々×山本ワタル（2013年3月13日） - EAN 4988009080833。
- 16人のプリンシパル@PARCO劇場ダイジェスト（2013年7月3日） - EAN 4988009084725。
- 初夏の全力! 乃木坂46大運動会（2013年7月3日） - EAN 4988009084732。
- BAD BOYS J（2013年9月11日） - EAN 4988021719872。
- 伊藤寧々×山本ワタル（2013年11月7日） - EAN 4988009087894。
- 乃木坂46 1ST YEAR BIRTHDAY LIVE 2013.2.22 MAKUHARI MESSE（2014年2月5日） - EAN 4988009090900。
- NOGIBINGO!（2014年3月7日） - EAN 4988021109758。
- Creator's Etude 柳沢翔編（2014年4月2日） - EAN 4988009092294。
- 劇場版 BAD BOYS J -最後に守るもの-（2014年5月28日） - EAN 4988021713108。
- 伊藤寧々×tangent（2014年7月9日） - EAN 4988009094229。
- 杉沢村伝説 劇場版（2014年8月2日） - EAN 4907953041752。
- NOGIBINGO!2（2014年9月12日） - EAN 4988021299015。
- 乃木坂46 2ND YEAR BIRTHDAY LIVE 2014.2.22 YOKOHAMA ARENA（2015年6月17日） - EAN 4988009110134。
- 悲しみの忘れ方 Documentary of 乃木坂46（2015年11月18日） - EAN 4988104099327。
- 劇場版 ほんとうにあった怖い話 2017（2017年10月4日） - EAN 4944285031365。

### イメージビデオ
1. はにかむ（リバプール 2017年8月25日）
2. ことのは（リバプール 2018年1月26日）

### デジタル写真集
1. 「坂道を駆け抜けて」(週刊プレイボーイ 2018年8月6日)
2. 伊藤寧々デジタル写真集 特装合本版～アイドルニッポン (リバプール 2021年2月8日)

## 出演

### テレビドラマ
- BAD BOYS J（2013年4月7日 - 6月23日、日本テレビ）佐久間美奈 役[13]
- 痛快TV スカッとジャパン（2017年7月24日、フジテレビ）OL 役[65]
- コウノドリ 第1話（2017年10月13日、TBS）[65]
- 隣の家族は青く見える 第6話（2018年2月22日、フジテレビ）写真屋員 役[65]
- シグナル 長期未解決事件捜査班 第1話（2018年4月10日、関西テレビ）看護師 役[65]
- 僕とシッポと神楽坂 第4話（2018年11月2日、テレビ朝日）[65]
- 光テレビ限定配信連続ドラマ『ヒトコワ』（2018年9月21日、ひかりTV）小山樹里 役[66]

### その他のテレビ番組
- ラストキス〜最後にキスするデート（2017年6月28日、TBS）[67]
- 林先生のなるほど！社会見聞録（2020年1月26日、テレビ朝日）
- 日曜日の初耳学（2020年9月27日・11月29日、2021年1月17日・5月2日・7月11日・9月5日・10月3日・11月7日、毎日放送）ゲスト[68]
- 土曜はナニする!?（2021年1月23日・4月24日・10月23日・12月11日、2022年1月29日、関西テレビ）番組内コーナー「ひらめきクエスト」に不定期出演
- いぬじかん（2023年10月23日・11月7日、BS-TBS）わんちゃんと野外ロケ[69]

### 映画
- 劇場版BAD BOYS J -最後に守るもの-（2013年11月9日、ショウゲート）佐久間美奈 役[70]
- 杉沢村伝説 劇場版（2014年6月28日、チャンス・イン）主演・澤本裕子 役[71]
- 劇場版 ほんとうにあった怖い話2017（2017年9月16日、NSW）主演[72]
- ウーマンウーマンウーマン（2019年7月9日）ミサキ 役[73]

### 舞台
- 読モの掟! 2016（2016年5月4日 - 8日、新国立劇場 小劇場）メルモ 役[74]
- ナイスコンプレックス ゲズントハイト〜お元気で〜（2016年10月26日 - 30日、東京芸術劇場シアターイースト）田中理子 役[75]
- 劇団た組。第13回目公演 『まゆをひそめて、僕を笑って』（2017年4月20日 - 23日、横浜赤レンガ倉庫1号館3Fホール）ミコト 役[76]
- エイジアプロモーション ギャル卒!!（2017年8月3日 - 6日、恵比寿・エコー劇場）[65]
- 劇団TEAM-ODAC 『小さな結婚式〜いつか、いい風は吹く〜』（2017年12月13日 - 17日、全労済ホール/スペースゼロ） 主演・松木さくら 役[77]
- 東MAX プロデュース劇団 『FIRE HIP'S 10周年記念公演 うたかたの金貨 REBORN!』（2018年8月4日 - 5日、スクエア荏原ひらつかホール）ヒロイン・アコ 役[65]
- SOLID STAR 『明るいお葬式〜るんるんは2度死ぬ〜』（2018年9月12日 - 17日、六本木俳優座劇場）柏木るんるん 役[78]
- Y プロジェクト×E-Stage Topia プロデュース公演 『カルパノーラマ』（2019年1月23日 - 27日、伝承ホール）ヒロイン・千代子 役[65]
- 劇団TEAM-ODAC 『浮遊するfitしない者達』（2019年4月10日 - 14日、俳優座劇場）ヒロイン・坂下心 役[79]
- 演劇ユニット☆宇宙食堂『無敵望遠鏡』（2019年5月9日 - 14日、吉祥寺シアター）ヒロイン・定国ミレイ 役[80]
- CEDAR『悪霊』（2020年1月23日 - 29日、シアター風姿花伝）ヒロイン・ダ―シャ 役[81]
- 爆走おとな小学生　第十五回全校集会『勇者セイヤンの物語〜ノストラダム男の大予言〜』（2021年1月21日 - 24日、オルタナティブシアター）草3 役[82]
- 100点un・チョイス　第14回公演『#これで恋ができるなら』（2021年7月28日 - 8月1日、CBGKシブゲキ!!）鈴 役[83]
- ナイスコンプレックス フリーカル『YAhHoo!!!!』2022（2022年5月11日 - 15日、あうるすぽっと）アイビー 役[84]
- パフォーマンスユニットTWT 『It’s My LIFE2022-強烈！花と嵐のミヤコパレス』（2022年8月3日 - 7日、テアトルBONBON）アパートの管理人役[85]
- 明日そこに花を挿そうよ（2022年9月17日 - 19日、こった創作空間）ヒロイン・チー子 役[86][注 1]
- ロミオとジュリエット（2022年10月19日 - 23日、中野テルプシーコール）ヒロイン・ジュリエット 役[88]
- 檸檬（2023年1月25日 - 29日、浅草九劇）美雨 役 [89]
- アルプスの少女ハイジ（2023年7月22日 - 25日、東京：三越劇場 / 7月29日 - 8月11日、埼玉[注 2] / 8月19日、東京：府中の森芸術劇場 / 8月20日、静岡：長岡総合会館（アクシスかつらぎ大ホール） / 8月27日、岡山：里庄総合文化ホール（フロイデ大ホール） / 9月10日、和歌山：有田市民会館（紀文ホール） / 9月16日 - 17日、群馬[注 3] / 9月23日、東京：東久留米市生涯学習センター（まろにえホール）/ 9月26日、青森：大間町 小学生鑑賞会）ヒロイン・ハイジ 役 [90]

### CM
- スコッチガード 防水スプレー（2016年9月1日 - 、スリーエム ジャパン）[91]
- ゲオ
  - ゲオのディスカウントセール（2017年2月17日 - ）[注 4]
  - ゲオの買取キャンペーン（2017年6月30日 - ）[93]
  - ゲオの買取キャンペーン（2018年3月2日 - ）[94]
- Android TV アプリ版「バーチャル高校野球」（2017年7月24日 -、ソニー）[95]
- システム・エボリューション 縁〜AnySee〜（2019年10月1日 - 、システム・エボリューション）[96]
- PERSOL「転職同期」コンセプトムービー（2020年2月26日 - 、PERSOL）[97]

### ラジオ
- 高田文夫のラジオビバリー昼ズ（2018年6月5日、ニッポン放送）トークコーナーゲスト[98]
- DJ Tomoaki's RADIO SHOW!（2018年4月5日・2019年12月12日、下北FM）アシスタントMC[99][100]
- RADIO DONUTS（2021年8月21日、J-WAVE）RICE FORCE BE YOURSELF[101]

### ネット配信
- 電報スペシャルムービー（2016年3月26日 - 、NTT西日本）主演・葵 役[102]
- シネマコンテンツ『「うち彼」の秘密〜この恋に課金できますか？〜』（2020年10月2日 - 、peepTV）主演・芽紅 役[103]
- 【教えて！RintoXD先生！教師】インタビュアー伊藤寧々さんと学ぶ｢初心者にオススメのボタン配置｣（2021年6月16日 - 、PUBGモバイル）[104]
- クリーム玄米ブランWEB動画全日本NWT選手権2021「オフィスワーク」篇／「リモートワーク」篇（2021年4月20日 - 、アサヒグループ食品株式会社）山田美香 役[105]
- 恋人不要論「どうせ別れるくらいなら彼氏なんていらない」（2023年9月15日 - ポテトピクチャーズ）美乃梨 役[106]
- 思わせぶりな君「なんで手出してこないの？」（2023年9月29日 - ポテトピクチャーズ）まみ梨 役[107]

### イベント
- KCEモデルコレクション「卒業式袴 新作レセプション展示会」（2015年6月2日、「京都さがの館」）[108]
- 関西コレクション 2015 AUTUMN&WINTER（2015年9月23日、京セラドーム大阪）[109]
- 伊藤寧々ファン限定イベント「生誕前夜祭！だって20歳のうちに会いたいから」（2016年12月11日）[110]
- AIDOKU 新宿レッドノーズ（2017年8月15日・9月26日・10月24日）[111]
- 伊藤寧々生誕祭〜だって21歳のうちにありがとう言いたいから〜（2017年12月2日）[112]
- 岐阜県警 一日警察署長（2017年12月10日）[113]
- AIDOKU夏！１周年SP 阿佐ヶ谷LOFT A (2018年8月11日）[114]
- 岐阜県警 一日機動隊長（2018年11月29日）[115]
- SHINING劇場Presents 君がヤングファッションインフルエンサーSunshine Collection2018（2018年4月8日）[116]
- 伊藤寧々生誕LIVE祭。SR配信イベント（2018年12月11日）[117]
- 岐阜県警 テロ防止サポーター（2019年9月27日、2020年2月3日）[118][119]
- ハロウィンフェスティバル in 池田（2019年10月20日、岐阜県池田町中央公民館）[120]
- 伊藤寧々BIRTHDAY EVENT2019（2019年12月8日、東京ベルエポック美容専門学校）[121]
- RPGプラネタリウム スペースクエスト〜寧々ちゃんを救え！（2020年1月18日、さいたま市宇宙劇場 プラネタリウム）[122]
- 蒲郡SGボートレースメモリアルボートレーススペシャルLIVE！（2021年8月26日）[123]
- PIST6初体験（2021年12月、TIPSTAR DOME CHIBA）[124]
- デビュー10周年サイン会（2022年4月8日、ヴィレッジヴァンガード渋谷本店）[125]
- 浅田美代子さんと犬について語るトークイベント（2022年11月5日、横浜市民ギャラリーあざみ野）[126]
- 2223 〜伊藤寧々写真展イベントvol.1〜（2023年6月25日、岡崎ビル）[127]
- MUSIC SMILE PROJECT LIVE 〜マジカルツアー VOL.7〜 【鉄道の記念日 スペシャル】 《第2部》（2023年10月14日、日本橋PACMAN）[128]
- 伊藤寧々とXmas&Birthday（2023年12月10日、359 ACE.LOUNGE.四谷1st）[129]

## 書籍

### 雑誌

#### 連載
- mina（2013年7月20日 - 2014年、主婦の友社）乃木坂46のキレイ道[14]
- 週刊ジョージア 純愛フォトノベル 妄想カノジョ「恋愛小説。」（2016年10月18日 - 10月24日、KADOKAWA）[130]

#### 掲載
- Soup./スープ「本当は教えたくない私の美styleキープ術」（2017年4月4日、Soup.編集部）[131]
- 新型テレビ誌「B.L.T.」2017年8月号（2017年8月、TOKYONEWS magazine&mook）[132]
- サッカーゲームキング 2018年1月号（2017年11月24日発売、朝日新聞出版）[133][134]

### ポスター
- 狂犬病予防接種（2014年3月中旬 - 4月、岐阜県）モデル[15]